# 桨扇发动机

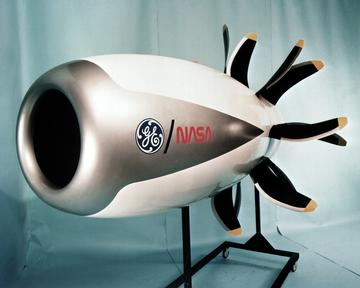
奇異公司的實驗桨扇发动机

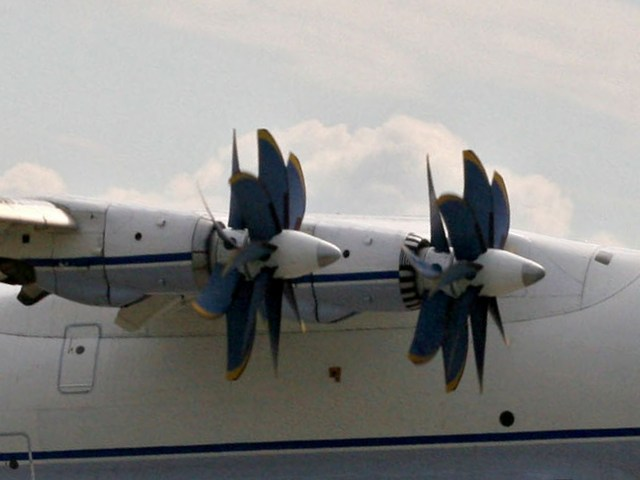
An-70是唯一實用桨扇的飛機

桨扇发动机（英語：Propfan，又称开式转子发动机）是一种涡轮发动机，类似于涡扇发动机，但没有风扇涵道。风扇置于发动机短舱之外。和涡扇发动机类似，风扇由涡轮直接带动。在外观上，桨扇发动机和涡桨发动机很相似，但涡桨发动机的螺旋桨是由涡轮通过减速器带动的，桨扇和涡轮之间则无减速器。
由于和涡轮之间没有减速器，桨扇的螺旋桨转速非常高，因此在设计中螺旋桨的叶型和叶片翼型都和涡桨发动机螺旋桨不同。有的桨扇发动机采用双涡轮双层桨结构，两层桨转动方向相反，以提高效率。由于结构类似于涡扇发动机，且没有风扇涵道，桨扇发动机经常被称做无限高涵道比的涡扇发动机。
桨扇发动机有着涡扇发动机类似的速度和性能，但在经济性上接近涡桨发动机。